# Lastminute.com
lastminute.com è un sito web di viaggi lanciato nel 1998 e di proprietà dell'azienda svizzera BravoNext (parte del lastminute.com Group). Si tratta di un comparatore di prezzi per l'organizzazione di viaggi last minute.

## Storia
Il sito fu lanciato nel 1998 da Martha Lane Fox e Brent Hoberman, entrambi impiegati nell'azienda di consulenza dei media Spectrum, per offrire un servizio di prenotazione online di viaggi e spettacoli. Tra i principali investitori vi sono stati British Airports Autorithy (BAA), Bass Hotels & Resorts, Sony Music Entertainment, Mitsubishi, Vivendi, Starwood Hotels e priceline.com. Nel corso del 2000 il sito contava tra i 500000 e i 600000 utenti regolari.

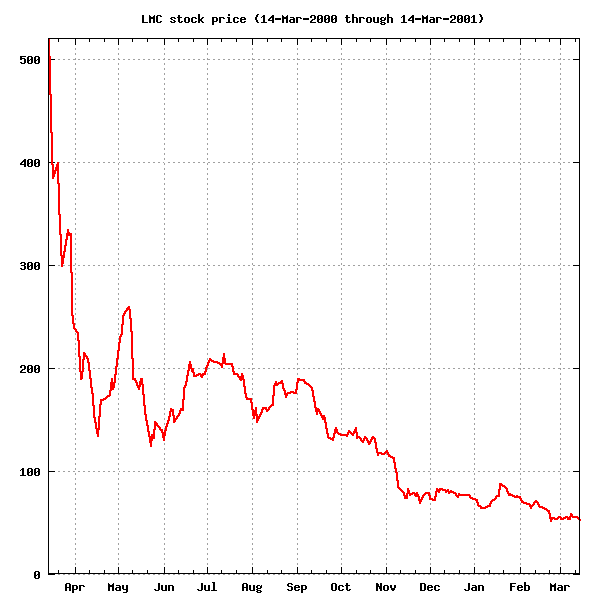
Prezzo delle azioni di lastminute.com nel primo anno di trading presso la London Stock Exchange.

A partire dal 14 marzo 2000 le azioni dell'omonima azienda sono state quotate alla London Stock Exchange con un prezzo iniziale di 380 pence, rialzato nel primo giorno di trading a circa 500 pence. Due settimane dopo il prezzo delle azioni è sceso vertiginosamente a 270 pence, arrivando nel mese di aprile a 120 pence per azione nell'ambito dello scoppio della cosiddetta Bolla delle dot-com. La quotazione in borsa è poi migliorata nel maggio dello stesso anno con la diffusione dei rapporti finanziari del primo quarto del 2000, che segnavano un valore complessivo delle transazioni al 31 marzo pari a 7,162 milioni di sterline, con un profitto netto di circa 707000 sterline. Poco dopo il prezzo delle azioni, che era risalito a 245 pence, è sceso nuovamente a 141 pence, in seguito al fallimento di boo.com.
Nel novembre 2003 Lane Fox ha annunciato l'intenzione di lasciare la direzione dell'azienda entro la fine dell'anno; al 30 settembre l'azienda aveva infatti concluso l'anno fiscale con un profitto ante imposte di 200000 sterline, rispetto ad una previsione di profitto tra 4 e 10 milioni di sterline.
Nel 2005 la statunitense Sabre, già proprietaria del sito di viaggi travelocity.com, ha acquistato lastminute.com per circa 577 milioni di sterline, pagando 165 pence per azione. Successivamente nel 2014 il sito è stato acquistato dalla svizzera Bravofly Rumbo per 76 milioni di sterline.